# Surajit Sengupta
Surajit Sengupta (30 tháng 8 năm 1951 - 17 tháng 2 năm 2022) là một cầu thủ bóng đá người Ấn Độ thi đấu ở vị trí tiền vệ. Ông thi đấu cho đội tuyển quốc gia Ấn Độ, đại diện cho đất nước trong Đại hội Thể thao châu Á 1974 tại Tehran và Đại hội Thể thao châu Á 1978 tại Băng Cốc. Trong sự nghiệp thi đấu trong nước kéo dài 12 năm từ năm 1971 đến 1983, ông đã đại diện cho cả ba câu lạc bộ bóng đá của Calcutta, Mohun Bagan FC, East Bengal FC và Mohammedan Sporting FC, ông được coi là một trong những tiền đạo xuất sắc nhất trong thời đại. Sengupta từng 6 lần giành được IFA Shield và Calcutta Football League và ba lần giành được Durand Cup khi đại diện cho East Bengal FC.
Ông đã nhận giải thưởng thành tựu trọn đời do East Bengal trao tặng vào năm 2018.

## Đầu đời
Sengupta sinh ngày 30 tháng 8 năm 1951, tại Chakbazar thuộc huyện Hooghly của Tây Bengal. Cha của ông, Suhas Sengupta, là một cầu thủ bóng đá và cricket từng làm việc cho Dunlop India. Sengupta học tại trường Hooghly Branch, ông được huấn luyện viên Ashwini Bharat phát hiện. Ông tiếp tục theo học tại trường Cao đẳng Hooghly Mohsin và có trận ra mắt đội hạng hai cho Robert Hudson FC.

## Sự nghiệp câu lạc bộ
Sengupta có trận ra mắt trong nước khi thi đấu tại câu lạc bộ Kidderpore vào năm 1971 trước khi chuyển đến Mohun Bagan AC và thi đấu cho câu lạc bộ từ năm 1972 đến năm 1974. Sau đó ông chuyển đến East Bengal FC trong sáu mùa giải từ 1974 đến 1980. Ông đại diện cho Mohammedan SC từ năm 1980 đến 1981 trước khi quay trở lại Mohan Bagan từ năm 1981 đến năm 1983.
Trong số những lần thi đấu tốt nhất là trận Chung kết IFA Shield 1975, dẫn đầu chiến thắng 5–0 của Đông Bengal trước đối thủ Mohun Bagan ở Kolkata. Hầu hết các chiến thắng đều đến trong thời gian thi đấu cho East Bengal FC. Ông cũng là đội trưởng của đội Tây Bengal trong giải Santosh Trophy 1976. Trong sự nghiệp thi đấu trong nước kéo dài 12 năm, ông đã đại diện cho cả ba câu lạc bộ bóng đá của Calcutta và đã giành được IFA Shield và Giải bóng đá Calcutta sáu lần và ba lần giành được Durand Cup cho East Bengal FC.
Sengupta đã nhận giải thưởng thành tựu trọn đời từ East Bengal vào năm 2018.

## Sự nghiệp quốc tế
Sengupta có trận ra mắt đội tuyển bóng đá quốc gia Ấn Độ vào năm 1974 trong trận đấu với Thái Lan tại Merdeka Cup ở Kuala Lumpur. Ông đã đại diện Ấn Độ trong 14 trận đấu, bao gồm Đại hội Thể thao châu Á 1974 tại Tehran và Đại hội Thể thao châu Á 1978 tại Băng Cốc. Ông cũng đại diện trong Cúp Merdeka năm 1974 và Cúp Tổng thống 1977 tại Seoul.

## Phong cách
Sengupta thi đấu ở vị trí tiền vệ cánh và được biết đến với lối chơi tốc độ và chuyền dài. Theo một bài báo trên tờ The Hindu của Ấn Độ, ông được coi là một trong những tiền đạo sáng tạo và xuất sắc nhất trong thời đại.

## Đời tư và qua đời
Sengupta kết hôn với Shyamali Sengupta, ông có một người con trai. Sau khi nghỉ hưu, ông tham gia trò chơi với tư cách là một biên tập viên thể thao của một tạp chí tiếng Bengali viết các chuyên mục bóng đá. Ông học hát và chơi Tabla với con trai mình. Huấn luyện viên đội Đông Bengal và cựu cầu thủ bóng đá Ấn Độ P. K. Banerjee đã đặt tên ông là Sócrates theo tên cầu thủ bóng đá người Brazil, vì bộ râu và sở thích đa dạng của mình.
Sengupta qua đời vì các biến chứng COVID-19 vào ngày 17 tháng 2 năm 2022, ở tuổi 70.